# Diogo Afonso
Diogo Afonso foi um navegador português do século XV.

## Biografia
Participou em viagens de exploração e reconhecimento da costa ocidental africana, promovidas pelo Infante D. Henrique.
Em 1444, comandando uma caravela, terá realizado, juntamente com Antão Gonçalves e Gomes Pires, uma viagem ao rio do Ouro. No ano seguinte terá feito parte da expedição à ilha de Arguim com Antão Gonçalves e Garcia Homem. Passando então à costa fronteira da referida ilha, descobrem um cabo que denominaram "do resgate" e nessa região terão feito grande número de cativos, que trouxeram para Lisboa, onde os venderam, tendo o Infante D. Henrique recebido o seu quinto, como nos narra Duarte Pacheco Pereira.
Na carta régia de D. Afonso V, datada de 29 de Setembro de 1462 o rei faz doação ao Infante D. Fernando, seu irmão, de uma ilha "a loesnoroeste das ilhas de Canária e da ilha da Madeira", justificando a doação "asi e pela guisa que lhe temos dada a outras sete ilhas que Diego Affomsso seu escudeiro achou através do Cabo Verde". Segundo a mesma carta, Diogo Afonso teria descoberto as cinco ilhas mais ocidentais de Cabo Verde Brava, São Nicolau, São Vicente, Santo Antão e os ilhéus Branco e Raso.